# 유수현 (1956년생 가수)
유수현(1956년 ~ )은 대한민국의 트로트 가수이다. 2021년 EP 《꽃이 핀다》로 데뷔했다.

## 방송
- 불후의 명곡 - 전설을 노래하다 (2018)
- 보이스퀸 (2019) - Top50
- 트로트의 민족 (2020) - Top80

## 음반
- 꽃이 핀다 (2021)